# OGLE-2018-BLG-0677Lb
OGLE-2018-BLG-0677Lbとは、恒星 OGLE-2018-BLG-0677Lの周りを公転する太陽系外惑星である。

## 概要
OGLE-2018-BLG-0677Lbは2020年に発見された地球型惑星（スーパー・アース）である。この惑星は、銀河の中心部の銀河バルジに近い位置に存在している。
質量は0.01246 MJ、軌道長半径は0.63 auである。